# Северная креветка
Се́верная креве́тка, или се́верный шримс (лат. Pandalus borealis) — вид морских донных ракообразных из инфраотряда настоящих креветок (Caridea). Обитает в холодных частях Атлантического и Тихого океанов. Промысловый вид.

## Распространение и местообитание
Циркумполярный бореальный вид. В Атлантическом океане распространён на юг до Северного моря и Массачусетса, в Тихом океане — до Японии и Орегона. Северные креветки обитают на илистом или глинистом дне на глубинах 20—1330 метров в воде с температурой 2—14 °C.

## Строение
Общая длина тела в среднем составляет 11—13 см (до 12 у самцов и 18 см у самок), масса тела — до 30—40 г. Цвет карапакса различается в разных местообитаниях: от светло-розового на мелководье и через тёмно-красный до коричневого на больших глубинах.

## Размножение и жизненный цикл
Для вида характерен протандрический гермафродитизм: все молодые особи — самцы, в возрасте 3—5 лет происходит смена пола на женский. Спаривание происходит в конце лета. Вскоре после этого самки мечут икру, которую они вынашивают на брюшных ногах (плеоподах) в течение нескольких месяцев до вылупления личинок поздней зимой или ранней весной. Личинки выходят на стадии зоеа, развиваются в планктоне.

## Прикладное значение

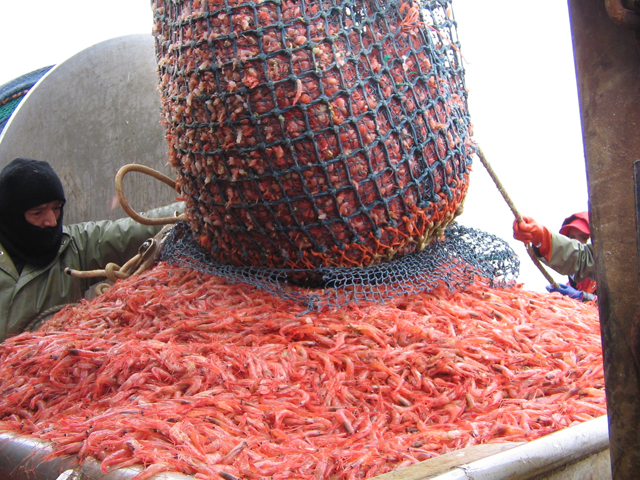
Выловленные креветки

Широкий лов с начала 1900-х годов в Норвегии, затем и в других странах. С середины 1980-х до середины 2010-х годов объёмы мировой добычи находились в диапазоне 200—400 тысяч тонн.
Важный пищевой ресурс, продаются очищенными, приготовленными или замороженными в пакетах. Используются в качестве популярной закуски.
Панцирь служит источником хитозана. Также используются в качестве источника щелочной фосфатазы (SAP), используемой в молекулярной биологии.